# アンテオ (救難艦)
アンテオ（Anteo, A 5309）は、イタリア海軍の潜水艦救難艦。艦名はアンタイオスを意味するイタリア語に由来し、この名を受け継いだイタリア軍艦としては3代目にあたる。同型艦は無い。

## 設計
船型は長船首楼型とされている。主機関はディーゼル・エレクトリック方式とされており、推進発電機はGMT A230-12Vディーゼルエンジン（4,050馬力）3基を原動機とされて、電動機2基でスクリュープロペラ1軸を駆動する方式とされた。艦位保持のため、出力500馬力のバウスラスターも搭載されている。また洋上作業の円滑化のため、減揺水槽（ART）も装備された。
艦中部にはヘリコプター甲板が設定されており、その直前には入れ子式のハンガーが設けられた。

## 装備

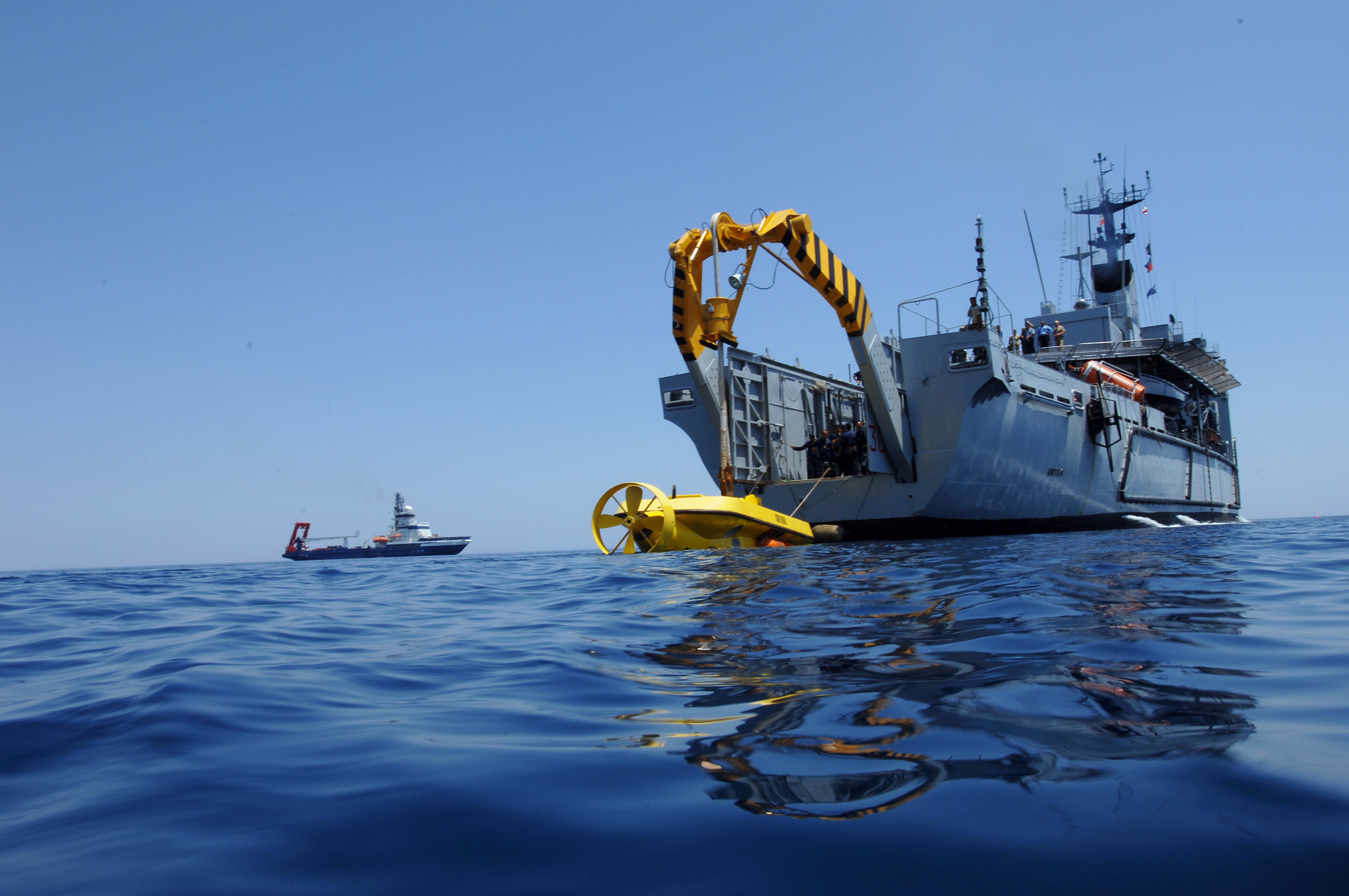
艦尾側。SRV-300の発進作業中である。

レスキュー・チェンバー（水深150メートルまで対応可能）を含めて、アメリカ海軍式の潜水艦救難装置を備えている。チェンバー運用時の4点係留のため、大型の係留浮標が艦橋前に搭載された。また深海救難艇（DSRV）として、MSM-1/S型「ウセル」（Usel）を搭載した。これは重量22トン、全長9.0メートル、全幅2.5メートル、高さ2.7メートルで、行動時間は4ノットで120時間、水深600メートルまで対応できた。その活動支援用として、ゲイマリーン社のプルートROVも搭載していた。
その後、2000年より北大西洋条約機構（NATO）の新しい標準的な潜水救難装置に対応したSRV-300（水深300メートルまで対応可能）の搭載にも対応した。これらの揚降のため、艦尾にはスリップウェイが設けられており、またAフレーム・クレーンが備えられている。
潜水作業支援船としての機能も備えており、再圧タンク2基によって水深350メートルまでの飽和潜水を支援できる。
10ノットで他船を曳航することも可能であり、陸岸曳引力は27トン。また海上における火災にも対応すべく放水銃を4基備えており、それぞれの範囲に向けて1時間当たり64トンの水を放水できる。

## 艦歴
「アンテオ」は、イタルカンティエリ社ヴェネツィア・マルゲーラ・ブラダ造船所で建造され、1980年7月31日に就役する。